# زولوتنيك
زولوتنيك (الروسية: Золотник) هي وحدة قياس وزن صغيرة تستخدم في روسيا. وهي تساوي 0.1505 أونضة أو 4.2658 غرام (حوالي 65.83 قمحة)